# Kosovaars voetbalelftal (mannen)
Het Kosovaars voetbalelftal is een team van voetballers dat Kosovo vertegenwoordigt in internationale wedstrijden en competities, zoals de kwalificatiewedstrijden voor het WK, het EK en de Nations League. Kosovo neemt sinds 2016 deel aan de internationale toernooien.

## Geschiedenis
Ontstaan
Kosovo werd in 2008 een onafhankelijke staat. Het nationale elftal speelde tot 2014 geen officiële wedstrijden. 
In januari 2014 besloot de FIFA dat de Kosovaarse nationale elftallen en clubs internationale oefenwedstrijden mochten spelen tegen alle landen die zijn aangesloten bij de FIFA. De eerste officiële voetbalinterland van Kosovo vond plaats op 5 maart 2014. Tegenstander van dienst was Haïti, de wedstrijd eindigde in een doelpuntloos gelijkspel. Op 7 september 2014 werd de eerste overwinning geboekt, een 1–0 thuiszege op Oman.
Officieel nationaal elftal
Op 3 mei 2016 trad Kosovo toe als officieel lid van de UEFA. Twee weken later werd het land ook lid van de FIFA. Zodoende mocht het vanaf dit moment deelnemen aan de kwalificatie voor het EK, WK en de Nations League.
Het Kosovaars elftal mag wegens politieke redenen niet gekoppeld worden in wedstrijden tegen Servië, Bosnië en Herzegovina en Rusland.
2016-2020
Kosovo nam voor het eerst deel aan een FIFA-toernooi gedurende 2016-2018. Dit waren kwalificaties voor het WK 2018 in Rusland. Hierin eindigde het laatste in de poule. Op weg naar het EK 2020 wist Kosovo zich knap staande te houden en eindigde het derde in de poule met onder andere Engeland en Tsjechië. Het kwalificeerde zich voor de play-offs maar wist het eindtoernooi niet te halen.
WK 2022 en EK 2024
Kosovo liep kwalificatie mis voor het WK 2022 in Qatar en het EK 2024 in Duitsland. Het eindigde respectievelijk laatste en voorlaatste in de kwalificatiepoule.

## Deelnames aan internationale toernooien

### Wereldkampioenschap
| Wereldkampioenschap voetbal | Wereldkampioenschap voetbal | Wereldkampioenschap voetbal | Wereldkampioenschap voetbal | Wereldkampioenschap voetbal | Wereldkampioenschap voetbal | Wereldkampioenschap voetbal | Wereldkampioenschap voetbal | Wereldkampioenschap voetbal |
| Jaar                        | Ronde                       | Wed.                        | W                           | G                           | V                           | DV                          | DT                          |                             |
| --------------------------- | --------------------------- | --------------------------- | --------------------------- | --------------------------- | --------------------------- | --------------------------- | --------------------------- | --------------------------- |
| 2018                        | Niet gekwalificeerd         | Niet gekwalificeerd         | Niet gekwalificeerd         | Niet gekwalificeerd         | Niet gekwalificeerd         | Niet gekwalificeerd         | Niet gekwalificeerd         | Niet gekwalificeerd         |
| 2022                        | Niet gekwalificeerd         | Niet gekwalificeerd         | Niet gekwalificeerd         | Niet gekwalificeerd         | Niet gekwalificeerd         | Niet gekwalificeerd         | Niet gekwalificeerd         | Niet gekwalificeerd         |

### Europees kampioenschap
| Europees kampioenschap voetbal | Europees kampioenschap voetbal | Europees kampioenschap voetbal | Europees kampioenschap voetbal | Europees kampioenschap voetbal | Europees kampioenschap voetbal | Europees kampioenschap voetbal | Europees kampioenschap voetbal | Europees kampioenschap voetbal |
| Jaar                           | Ronde                          | Wed.                           | W                              | G                              | V                              | DV                             | DT                             | Kwal                           |
| ------------------------------ | ------------------------------ | ------------------------------ | ------------------------------ | ------------------------------ | ------------------------------ | ------------------------------ | ------------------------------ | ------------------------------ |
| 2020                           | Niet gekwalificeerd            | Niet gekwalificeerd            | Niet gekwalificeerd            | Niet gekwalificeerd            | Niet gekwalificeerd            | Niet gekwalificeerd            | Niet gekwalificeerd            | Niet gekwalificeerd            |
| 2024                           | Niet gekwalificeerd            | Niet gekwalificeerd            | Niet gekwalificeerd            | Niet gekwalificeerd            | Niet gekwalificeerd            | Niet gekwalificeerd            | Niet gekwalificeerd            | Niet gekwalificeerd            |

### UEFA Nations League
| 2018–19 | D | 42e | 6 | 4 | 2 | 0 | 15 | 2 | Gestegen |
| 2020–21 | C | 38e | 6 | 1 | 2 | 3 | 4  | 6 | Stabiel  |
| 2022–23 | C | 39e | 6 | 3 | 0 | 3 | 11 | 8 | Stabiel  |

## Stadion
Aanvankelijk speelde het Kosovaars voetbalelftal haar wedstrijden in het Olympisch Stadion in Mitrovicë. Echter besloot de bond uit te wijken naar het Fadil Vokrristadion in de Kosovaarse hoofdstad, waarin KF Pristina haar wedstrijden afwerkt. Het stadion werd gerenoveerd en in de stijl van het nationale elftal toegepast. Het stadion heette tot 2018 het ''Prishtina City Stadium'' maar werd na zijn overlijden naar de grootste voetballer uit Kosovo, Fadil Vokrri, vernoemd.

## Tenue
Sinds 2016, het jaar dat het door de FIFA en UEFA erkend werd als officieel nationaal team, speelt het Kosovaars elftal in een blauw shirt met gele accenten, de kleuren van de Kosovaarse vlag.
| Kledingsponsor | Periode    |
| -------------- | ---------- |
| Kelme          | 2016-2018  |
| Fourteen       | 2018-heden |

## Huidige selectie
Bijgewerkt tot en met 23 maart 2025, de interland tegen  IJsland in de UEFA Nations League.
| Nr.         | Naam             | Wed. | Dlpnt. | Club                |
| ----------- | ---------------- | ---- | ------ | ------------------- |
| Doel        |                  |      |        |                     |
| 1           | Faton Maloku     | 0    | 0      | Drita               |
| 12          | Visar Bekaj      | 8    | 0      | Hatayspor           |
| 16          | Amir Saipi       | 1    | 0      | Lugano              |
| Verdediging |                  |      |        |                     |
| 2           | Dion Gallapeni   | 0    | 0      | Prishtina           |
| 3           | Fidan Aliti      | 57   | 1      | Alanyaspor          |
| 4           | Ilir Krasniqi    | 10   | 0      | Kolos               |
| 5           | Lumbardh Dellova | 15   | 2      | CSKA Sofia          |
| 13          | Amir Rrahmani    | 60   | 7      | Napoli              |
| 15          | Mërgim Vojvoda   | 51   | 2      | Como                |
| 22          | Andi Hoti        | 1    | 0      | Dynamo Dresden      |
| 23          | Leart Paçarada   | 30   | 1      | 1. FC Köln          |
| Middenveld  |                  |      |        |                     |
| 6           | Elvis Rexhbeçaj  | 2    | 0      | Augsburg            |
| 14          | Qëndrim Zyba     | 4    | 0      | Slovan Liberec      |
| 14          | Valon Berisha    | 49   | 4      | LASK                |
| 19          | Lindon Emërllahu | 6    | 0      | CFR Cluj            |
| 20          | Vesel Demaku     | 2    | 0      | SCR Altach          |
| Aanval      |                  |      |        |                     |
| 7           | Milot Rashica    | 57   | 12     | Beşiktaş            |
| 8           | Florent Muslija  | 28   | 1      | Freiburg            |
| 9           | Albion Rrahmani  | 9    | 1      | Sparta Praag        |
| 10          | Emir Sahiti      | 5    | 1      | HSV                 |
| 11          | Baton Zabergja   | 0    | 0      | Dinamo Tirana       |
| 17          | Ermal Krasniqi   | 8    | 2      | Sparta Praag        |
| 18          | Vedat Muriqi     | 56   | 28     | Mallorca            |
| 21          | Lirjon Abdullahu | 0    | 0      | Stuttgarter Kickers |

### Recent opgeroepen
De volgende spelers zijn in 2024 opgeroepen voor het nationale elftal, maar zaten niet bij de meest recente selectie.
| Nr.         | Naam                | Wed. | Dlpnt. | Club              |
| ----------- | ------------------- | ---- | ------ | ----------------- |
| Doel        |                     |      |        |                   |
|             | Arijanet Murić      | 36   | 0      | Ipswich Town      |
|             | Mustafe Abdullahu   | 0    | 0      | Karlsruhe         |
|             | Ilir Avdyli         | 0    | 0      | Malisheva         |
| Verdediging |                     |      |        |                   |
|             | Florent Hadergjonaj | 34   | 1      | Alanyaspor        |
|             | Mirlind Kryeziu     | 10   | 0      | Zürich            |
|             | Leard Sadriu        | 1    | 0      | Mura              |
| Middenveld  |                     |      |        |                   |
|             | Bersant Celina      | 35   | 1      | AIK               |
|             | Florian Loshaj      | 22   | 0      | Istanbulspor      |
|             | Donat Rrudhani      | 14   | 2      | Luzern            |
|             | Muharrem Jashari    | 7    | 1      | Tsjerkasy         |
|             | Blendi Idrizi       | 6    | 0      | Clubloos          |
|             | Art Smakaj          | 1    | 0      | Lokomotiva Zagreb |
| Aanval      |                     |      |        |                   |
|             | Edon Zhegrova       | 34   | 4      | Lille             |
|             | Zymer Bytyqi        | 24   | 1      | CSKA Sofia        |
|             | Elbasan Rashani     | 25   | 4      | Elche             |
|             | Bernard Berisha     | 25   | 1      | Achmat Grozny     |
|             | Astrit Selmani      | 5    | 1      | Dinamo Boekarest  |
|             | Fisnik Asllani      | 5    | 0      | Elversberg        |
|             | Altin Zeqiri        | 3    | 1      | Çaykur Rizespor   |
|             | Muhamet Hyseni      | 2    | 1      | Horsens           |
|             | Eliot Bujupi        | 1    | 0      | Stuttgart II      |
|             | Drilon Hazrollaj    | 0    | 0      | Malisheva         |

## FIFA-wereldranglijst
| 2016 | 2017 | 2018 | 2019 | 2020 | 2021 | 2022 | 2023 | 2024 | 2025 |
| ---- | ---- | ---- | ---- | ---- | ---- | ---- | ---- | ---- | ---- |
| 165  | 177  | 131  | 115  | 117  | 111  | 107  | 101  | 99   | 97   |